# Hawtai
Hawtai är en kinesisk biltillverkare som grundades år 2000. Företaget var tidigare känt som Huatai som är en anpassning till västerländskt uttal och stavning men har sedan bytt till Hawtai. Hawtai tillverkar personbilar och motorer. 
Företaget började som ett samriskföretag tillsammans med koreanska Hyundai 2002-2010. Företaget har även haft diskussioner med det amerikanska företaget Chrysler om möjligheten att köpa teknologi. I dagsläget[när?] förs samtal med Spyker Cars om möjligheten att dela teknologi.
En del av Hawtais motorer kommer från Shanghai Automotive Industry Corporation.